# Celestino Aós Braco
Celestino Aós Braco, O.F.M.Cap. (* 6. dubna 1945, Artaiz, Navarra) je španělský římskokatolický kněz a kardinál.

## Život
Od roku 2019 je arcibiskupem v Santiago de Chile.
Dne 25. října 2020 papež František oznámil během modlitby Anděl Páně, že jej dne 28. listopadu 2020 bude kreovat kardinálem. Kardinálská kreace proběhla dne 28. listopadu 2020 v bazilice sv. Petra. Dne 25. října 2023 přijal papež František jeho rezignaci na post arcibiskupa ze Santiaga de Chile.